# Date Yoshikuni
 (mai 2017).
Si vous disposez d'ouvrages ou d'articles de référence ou si vous connaissez des sites web de qualité traitant du thème abordé ici, merci de compléter l'article en donnant les références utiles à sa vérifiabilité et en les liant à la section « Notes et références ».
Yoshikuni Date (伊達 慶邦, né le 17 octobre 1825, mort le 12 juillet 1874) est un daimyo (gouverneur) de la fin de l'époque d'Edo, principalement connu pour avoir été le commandant en chef de l'alliance de l'Ōuetsu Reppan Dōmei durant la guerre de Boshin.
En tant que gouverneur, il est aussi connu par son titre de cour, Matsudaira Mutsu no kami (陸奥守).

## Enfance
Yoshikuni naît au château d'Aoba à Sendaï, deuxième fils du 11e seigneur Date Nariyoshi. Son nom de naissance est « Jozaburō » (穣三郎), puis « Tōjirō » (藤次郎). En 1838, après avoir pris le nom de « Date Toshimura », il est choisi pour être le successeur du 12e seigneur Date Narikuni.
Au début de l'année suivante, à l'âge de 14 ans, il a sa cérémonie de la majorité au château d'Edo, donnant ses respects au shogun Ieyoshi Tokugawa et recevant dans son nom le caractère « Yoshi », devenant ainsi « Yoshitoshi Date » puis recevant les titres de Chikuzen no kami et de jijū (chambellan) et le rang de cour junior 4e, niveau inférieur.
Sur les ordres du shogun, il succède à son frère aîné et devient seigneur du domaine de Sendai qui possède un revenu de 620 000 koku. Il reçoit les titres de Mutsu no kami et de Sakon-e gon-shosho. Cependant, malgré son important revenu, son domaine est ravagé par la grande famine Tenpō et pendant la période du Bakumatsu, les revenus réels sont de l'ordre d'environ 100 000 koku.

## Carrière de daimyo
Yoshikuni participe à la sécurisation de Kyoto pendant les années 1860, ayant la porte de Shimodachiuri-gomon du palais impérial sous sa surveillance. Cependant en 1868, les forces de Sendaï ne sont pas impliquées dans la bataille de Toba-Fushimi. Et juste après la bataille, il est de plus en plus consulté par Nobunori Matsudaira, le seigneur d'Aizu, qui souhaitait employer la réputation du clan Date afin d'obtenir la clémence de son père, Katamori Matsudaira. Yoshikuni devient par la suite le chef de l'alliance due l'Ōuetsu Reppan Dōmei et reçoit le titre de shogun de la part du prince Yoshihisa Kitashirakawa, qui s'est déclaré empereur sous le nom de « Tōbu ». Cependant, en raison de l'indécision de Yoshikuni et du manque de cohésion de la confédération, il est vaincu par les armées combinées des domaines de Satsuma et de Chōshū menées par Kujō Michitaka, se retire volontairement puis est placé en détention.
La même année, le quatrième fils de Yoshikuni, Date Munemoto, devient le chef de famille, et Yoshikuni profite dès lors de la retraite avant de mourir en 1874 à l'âge de 50 ans. Afin d'être déifié, il ne reçoit pas de nom posthume et funéraire.

## Source de la traduction
- (en) Cet article est partiellement ou en totalité issu de l’article de Wikipédia en anglais intitulé « Date Yoshikuni » (voir la liste des auteurs).